# Соловьёв, Яков Александрович
Яков Александрович Соловьёв (1820—1876) — общественный деятель, участник подготовки и проведения крестьянской реформы, сенатор. Тайный советник.

## Биография
Родился 16 (28) октября 1820 года. В 1841 году окончил юридический факультет Императорского Санкт-Петербургского университета со степенью кандидата и с 1843 года состоял на службе в Министерстве государственных имуществ — служащим центрального кадастрового управления.
Прослужив некоторое время в Петербурге в центральных учреждениях, он получил место начальника одной из кадастровых комиссий, работавших в провинции, сначала в Смоленской, а потом во Владимирской и Самарской губерниях. За работу «Сельскохозяйственная статистика Смоленской губернии» в 1855 году он был удостоен золотой медали Русского географического общества. В 1857 году по приглашению министра внутренних дел С. С. Ланского он стал начальником земского отдела Министерства внутренних дел, где проработал до 1863 года. С 21 декабря 1861 года состоял в чине действительного статского советника. Имел к этому времени награждения орденами Св. Станислава 1-й ст. (1863) и Св. Анны 2-й ст. (1861).
После открытия работ Редакционных комиссий по подготовке крестьянской реформы, он принял активное участие в их деятельности, вместе с Н. А. Милютиным, кн. В. А. Черкасским, Ю. Ф. Самариным и др. Он руководил проведением в жизнь Положения от 19 февраля 1861 года. Эта работа требовала от него очень большой затраты энергии и сил и была особенно тяжела тем, что приходилось сталкиваться с самыми разнообразными интересами, разбираться в той массе противоречий, которые возникали от различного толкования Положения землевладельцами и крестьянами. И в конце 1863 года он ушел из земского отдела.
Вскоре для проведения реформы в Царстве Польском в Варшаве был создан Учредительный комитет и устроены комиссии по крестьянским делам. По рекомендации того же Η. Α. Милютина в первой половине 1864 года Соловьёв был назначен членом этого учредительного комитета. В его обязанности входило заведование делами комитета, а также заведование личным составом крестьянских комиссий и общее наблюдение за их деятельностью. В 1865 году к этому присоединилось председательство в центральной комиссии по крестьянским делам, учреждённой для рассмотрения ликвидационных табелей (уставных грамот), разрешения жалоб на местные комиссии и разработки проектов постановлений по всем предметам поземельных отношений владельцев имений и крестьян.
В 1867 году Я. А. Соловьёв был назначен сенатором, а после закрытия Учредительного комитета в 1871 году, был определён членом 4-го департамента Сената.
Умер в Париже, куда уехал для поправления здоровья, 11 (23) декабря 1876 года «от паралича сердца». Тело его было перевезено в Петербург и захоронено на кладбище Новодевичьего монастыря.